# Bielorrusia Occidental
Bielorrusia Occidental o Bielorrusia Occidental (en bielorruso: Заходняя Беларусь, romanizado: Zachodniaja Biełaruś; en polaco: Zachodnia Białoruś; en ruso: Западная Белоруссия, romanizado: Zapadnaya Belorussiya) es una región histórica de la actual Bielorrusia que perteneció a la Segunda República polaca durante el período de entreguerras. Durante veinte años antes de la invasión de Polonia de 1939, fue la parte norte de la macrorregión polaca Kresy. Después del fin de la Segunda Guerra Mundial en Europa, la mayor parte de Bielorrusia occidental fue cedida a la Unión Soviética por los Aliados, mientras que parte de ella, incluida la Białystok, fue cedida a la República Popular de Polonia. Hasta la disolución de la Unión Soviética en 1991, Bielorrusia Occidental formó la parte occidental de la República Socialista Soviética de Bielorrusia (RSSB). Hoy constituye el oeste de la actual Bielorrusia.
Creadas por la URSS después de la invasión de Polonia, las nuevas provincias occidentales de la República Socialista Soviética de Bielorrusia adquiridas de Polonia incluían Baranavichy, Belastok, Brest, Vileyka y las regiones de Pinsk. Se reorganizaron una vez más después de la liberación soviética de Bielorrusia en las actuales provincias occidentales de Bielorrusia, que incluyen todas las óblasts de Grodno y Brest, así como partes de las actuales Minsk y Vitebsk. Vilna fue devuelto por la URSS a la República de Lituania que poco después se convirtió en la RSS de Lituania.

## Trasfondo

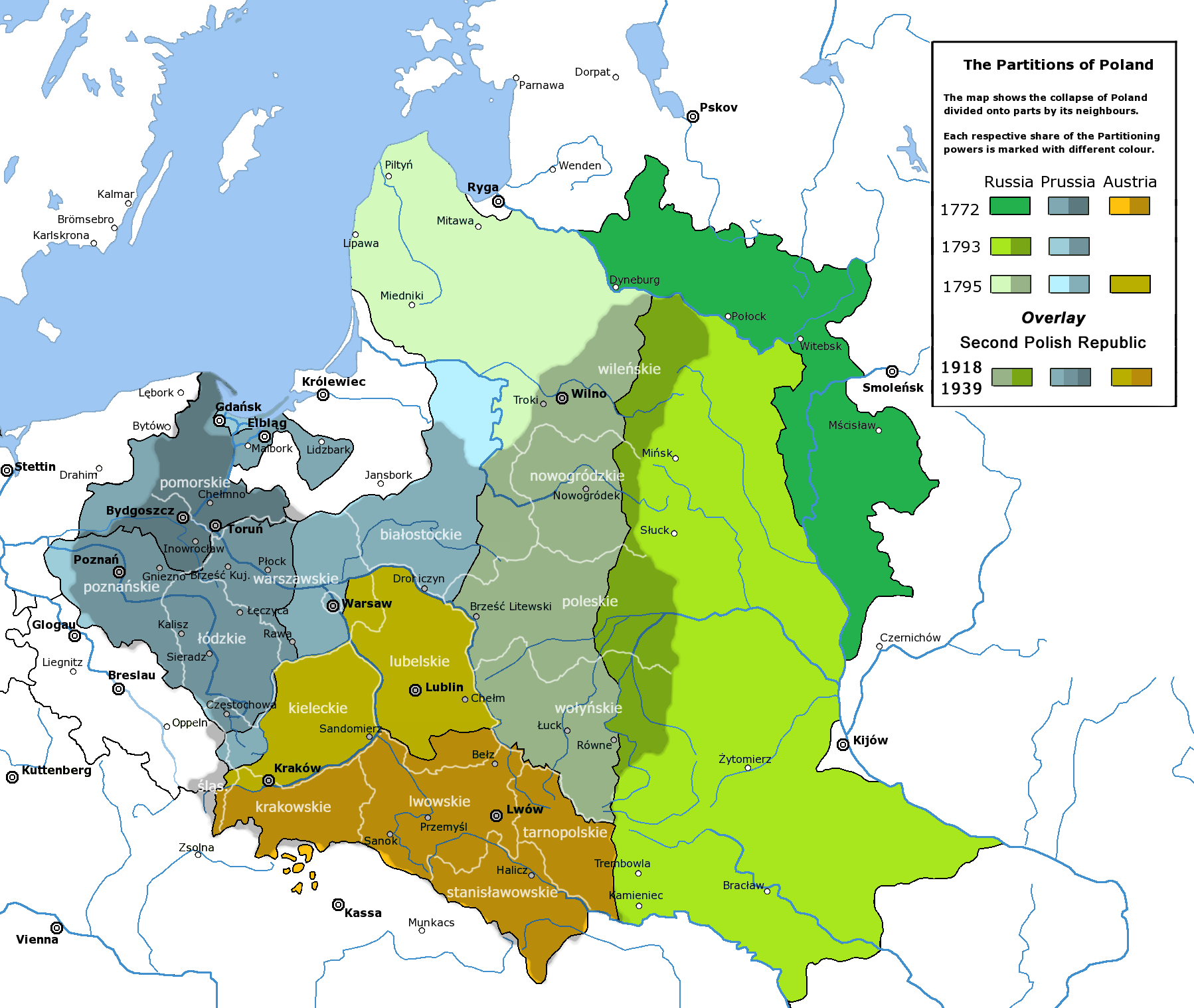
Esquema de la Mancomunidad de Polonia-Lituania antes de las Particiones de Polonia en la 1772, la 1793 y la 1795, superpuesto con el esquema de la Segunda República (1918-1939). La mayoría de los territorios anexados por el Imperio ruso durante las particiones (en tonos de verde) permanecieron en la Unión Soviética después de la Primera Guerra Mundial.

Los territorios de las actuales Bielorrusia, Polonia, Ucrania y los estados bálticos fueron un importante teatro de operaciones durante la Primera Guerra Mundial; al mismo tiempo, el golpe bolchevique de la Revolución de Octubre derrocó al Gobierno provisional ruso y formó la RSFS de Rusia. Los bolcheviques se retiraron de la guerra con las Potencias Centrales firmando el Tratado de Brest-Litovsk, y cedieron Bielorrusia a Alemania durante los siguientes ocho meses y medio.[cita requerida] El alto mando alemán aprovechó esta ventana de oportunidad para transferir sus tropas al Frente Occidental para la ofensiva de primavera de 1918, dejando atrás un vacío de poder. Los no rusos que habitaban las tierras cedidas por los soviéticos al Imperio alemán vieron el tratado como una oportunidad para establecer estados independientes bajo el paraguas alemán. Tres semanas después de la firma del Tratado de Brest-Litovsk el 3 de marzo de 1918, el recién formado Consejo Central Bielorruso fundó la República Popular Bielorrusa. La idea fue rechazada por los alemanes, los bolcheviques y los estadounidenses. Woodrow Wilson lo rechazó, porque los estadounidenses tenían la intención de proteger la integridad territorial de la Rusia europea.
El destino de la región no quedó decidido durante los tres años y medio siguientes. La guerra polaco-soviética que estalló en 1919 fue particularmente amarga; terminó con la Paz de Riga de 1921. Polonia y los Estados bálticos emergieron como países independientes fronterizos con la URSS. El territorio de la actual Bielorrusia fue dividido por el tratado en Bielorrusia Occidental gobernada por los polacos y la Bielorrusia Oriental soviética, con la ciudad fronteriza en Mikaszewicze. Cabe destacar que el tratado de paz se firmó con la participación activa y plena de la delegación bielorrusa del lado soviético. En el párrafo 3, Polonia abandonó todos los derechos y reclamaciones sobre los territorios de la Bielorrusia soviética, mientras que la Rusia soviética abandonó todos los derechos y reclamaciones sobre la Bielorrusia occidental polaca.

### Rada de la República Democrática Bielorrusa en el exilio

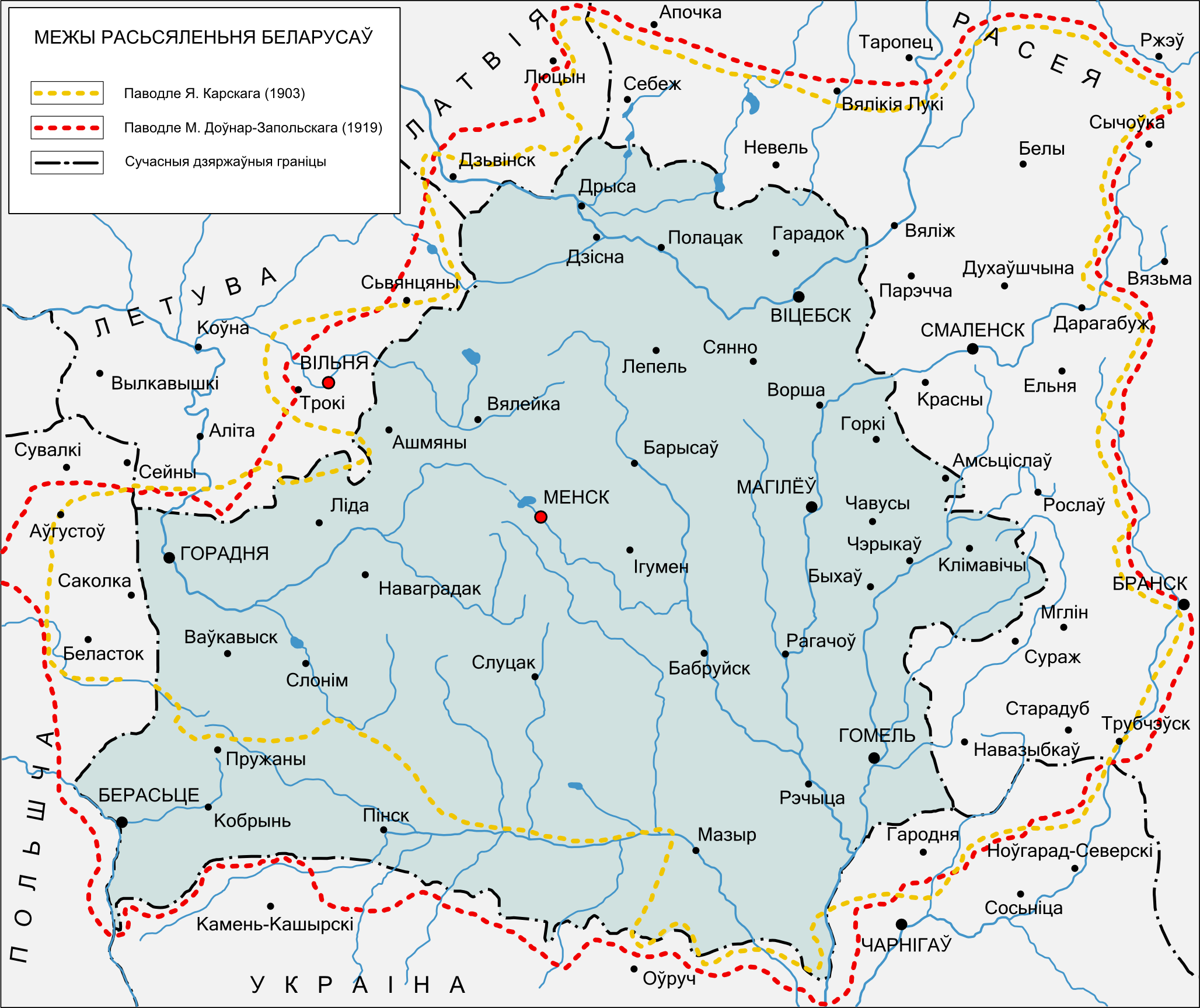
Se presume la mayor extensión de las áreas con presencia bielorrusa según la investigación de los etnógrafos bielorrusos Yefim Karsky (1903, amarillo) y Mitrofan Dovnar-Zapol'skiy (1919, rojo), superpuesta con el territorio de Bielorrusia posterior a 1991 (verde)

Tan pronto como se firmó el tratado de paz soviético-alemán en marzo de 1918, la recién formada Rada de la República Democrática Bielorrusa presentó reclamaciones territoriales a Bielorrusia basadas en áreas especificadas en la Tercera Carta Constitutiva unilateralmente como habitadas por la mayoría bielorrusa.[cita requerida] La misma carta de la Rada también declaró que el Tratado de Brest-Litowsk de marzo de 1918 era inválido porque fue firmado por extranjeros. gobiernos que repartían territorios que no eran suyos.

En febrero de 1919, Se creó una República Socialista Soviética Lituano-Bielorrusa (Litbel) y luego una RSS de Bielorrusia separada. De este modo, el estado nacional casi no solicitado que surgió durante la Primera Guerra Mundial debió su existencia directamente a los intentos alternativos de Alemania, Rusia y Polonia de asegurar el control sobre la zona. — Tania Raffass 

En la Segunda Carta Constituyente, la Rada abolió el derecho a la propiedad privada de la tierra (párrafo 7) de acuerdo con el Manifiesto Comunista. Mientras tanto, en 1919, los bolcheviques tomaron el control de grandes partes de Bielorrusia y obligaron a la Rada bielorrusa a exiliarse en Alemania. Los bolcheviques formaron la República Socialista Soviética de Bielorrusia durante la guerra con Polonia en aproximadamente el mismo territorio reclamado por la República Bielorrusa.
La Sociedad de las Naciones ratificó la nueva frontera polaco-soviética. El acuerdo de paz se mantuvo en vigor durante todo el período de entreguerras. Las fronteras establecidas entre los dos países se mantuvieron vigentes hasta la Segunda Guerra Mundial y la invasión soviética de Polonia el 17 de septiembre de 1939. Por insistencia de Iósif Stalin, las fronteras se volvieron a trazar en las Conferencias de Yalta y Potsdam.

## Segunda República Polaca

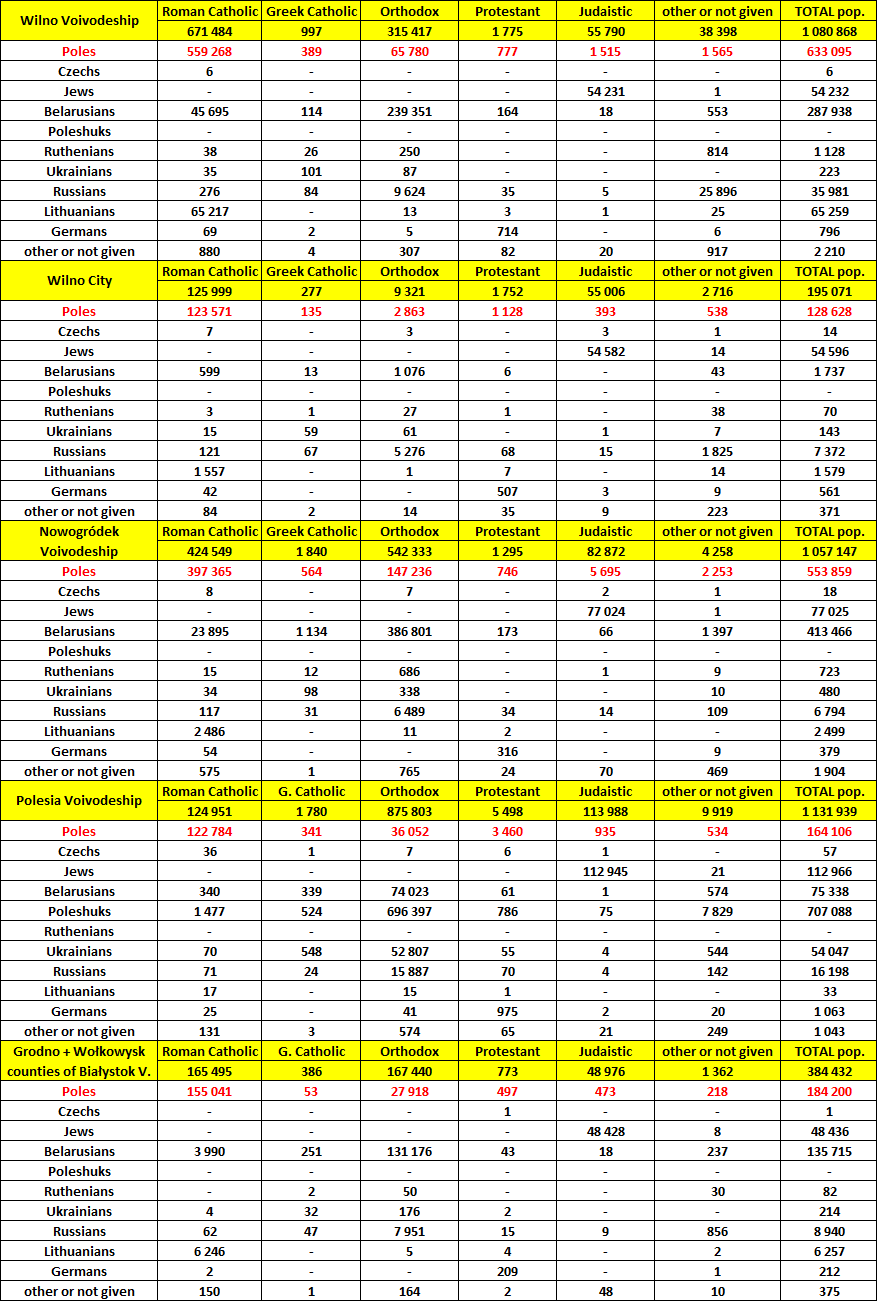
Estructura lingüística (lengua materna) y religiosa de Kresy del Norte (hoy partes de Bielorrusia y Lituania) según el censo polaco de 1931

"A pesar de los esfuerzos soviéticos por cerrar la frontera [con Polonia], decenas de miles de campesinos –refugiados de la RSFSR– cruzaron a Polonia, escribió Per Anders Rudling. Según el censo polaco de 1921, había alrededor de un millón de bielorrusos en el país. Algunos estimaron que el número de bielorrusos en Polonia en ese momento era quizás de 1,7 millones, o incluso hasta 2 millones. Después de la Paz de Riga, miles de polacos se establecieron en la zona, muchos de ellos (incluidos veteranos de la lucha armada por la independencia de Polonia) recibieron tierras del gobierno.
En sus negociaciones con los líderes bielorrusos en Vilna, Józef Piłsudski rechazó el llamado a la independencia de Bielorrusia Occidental. En diciembre de 1919, Polonia disolvió la Rada, mientras que a principios de enero de 1920 se formó un nuevo organismo, la "Rada Suprema", sin aspiraciones de independencia, pero con funciones culturales, sociales y educativas propuestas. Józef Piłsudski negoció con el liderazgo de Bielorrusia Occidental, pero finalmente abandonó las ideas de Intermarium, su propia federación propuesta de estados parcialmente autónomos en las tierras de la antigua Mancomunidad polaco-lituana.
En las elecciones legislativas polacas de 1922, el partido bielorruso en el Bloque de Minorías Nacionales obtuvo 14 escaños en el Parlamento polaco (11 de ellos en el Sejm). En la primavera de 1923, el primer ministro Władysław Sikorski polaco ordenó un informe sobre la situación de la minoría bielorrusa en Polonia . Ese verano, se aprobó una nueva regulación que permitía el uso oficial del idioma bielorruso en los tribunales y las escuelas. La enseñanza obligatoria de la lengua bielorrusa se introdujo en todos los gimnasios polacos en las zonas habitadas por bielorrusos en 1927.
La población bielorrusa de Bielorrusia occidental se enfrentó a una polonización activa por parte de las autoridades centrales polacas. La política presionó la escolarización bielorrusa, discriminó el idioma bielorruso e impuso la identidad nacional polaca a los católicos romanos Iglesia católica en Bielorrusia.
En enero de 1921, el starosta de Wilejka escribió sobre el estado de ánimo popular como de resignación y apatía entre los campesinos bielorrusos occidentales, empobrecidos por las requisiciones de alimentos por parte de los bolcheviques y los  Ejército polaco. Insistió en que, aunque las nuevas escuelas bielorrusas estaban "surgiendo por todas partes" en su condado, albergaban actitudes antipolacas.
En 1928 había 69 escuelas con idioma bielorruso en Bielorrusia Occidental; la asistencia fue mínima debido en parte a la menor calidad de la instrucción. El primer libro de texto de gramática bielorrusa se escribió alrededor de 1918. En 1939, más del 90% de los niños en Polonia asistían a la escuela. Como en otros lugares, los sistemas educativos también promovieron el idioma polaco. Mientras tanto, los agitadores bielorrusos deportados a la URSS desde Polonia fueron encarcelados por la NKVD soviética como nacionalistas burgueses.

### Polonización
La población bielorrusa de Bielorrusia occidental se enfrentó a una polonización activa por parte de las autoridades centrales polacas. La política presionó la escolarización bielorrusa, discriminó el idioma bielorruso e impuso la identidad nacional polaca a los católicos romanos Iglesia católica en Bielorrusia.
En enero de 1921, el starosta de Wilejka escribió sobre el estado de ánimo popular como de resignación y apatía entre los campesinos bielorrusos occidentales, empobrecidos por las requisiciones de alimentos por parte de los bolcheviques y los  Ejército polaco. Insistió en que, aunque las nuevas escuelas bielorrusas estaban "surgiendo por todas partes" en su condado, albergaban actitudes antipolacas.
En 1928 había 69 escuelas con idioma bielorruso en Bielorrusia Occidental; la asistencia fue mínima debido en parte a la menor calidad de la instrucción. El primer libro de texto de gramática bielorrusa se escribió alrededor de 1918. En 1939, más del 90% de los niños en Polonia asistían a la escuela. Como en otros lugares, los sistemas educativos también promovieron el idioma polaco. Mientras tanto, los agitadores bielorrusos deportados a la URSS desde Polonia fueron encarcelados por la NKVD soviética como nacionalistas burgueses.
La mayoría de los habitantes polacos de la región apoyaron la política de asimilación cultural de los bielorrusos propuesta por Dmowski. La campaña de polonización fue inspirada e influenciada por la Democracia Nacional de Dmowski, quien abogó por negar a los bielorrusos y ucranianos el derecho al libre desarrollo nacional. Władysław Studnicki, un influyente funcionario polaco, afirmó que el compromiso de Polonia en el Este equivale a una colonización económica muy necesaria.  Nacionalista bielorruso los medios de comunicación fueron presionados y censurados por las autoridades polacas.
Los bielorrusos estaban divididos según líneas religiosas: aproximadamente el 70% eran ortodoxos y el 30% católicos romanos. Según fuentes rusas, la discriminación tenía como objetivo la asimilación de los bielorrusos ortodoxos orientales. Las autoridades eclesiásticas polacas promovieron el polaco en los servicios ortodoxos, e iniciaron la creación de las "Sociedades Ortodoxas Polacas" en cuatro ciudades, entre ellas Slonim, Białystok, Vawkavysk y Novogrodek. El sacerdote católico romano bielorruso, el padre Vincent Hadleŭski, que promovió el bielorruso en la iglesia, y la conciencia nacional bielorrusa, estaba bajo presión de sus homólogos polacos. La Iglesia católica polaca en Bielorrusia occidental emitió documentos a los sacerdotes sobre el uso del idioma bielorruso en lugar del polaco en las iglesias y las escuelas dominicales católicas. La instrucción de la Iglesia católica polaca publicada en Varsovia en 1921 criticaba a los sacerdotes que predicaban en bielorruso en las Misas católicas.

### Hramada

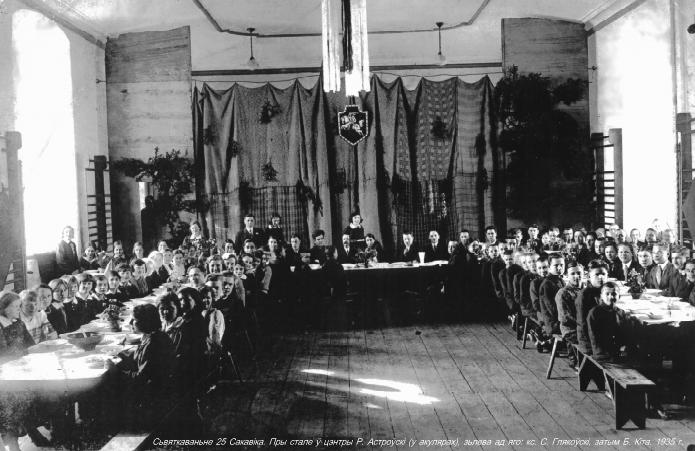
Niños reunidos en el comedor del Gimnasio Bielorruso de Vilna, Polonia, 1935

En comparación con la minoría ucraniana que vivía en Polonia (más numerosa), los bielorrusos eran mucho menos conscientes y activos políticamente. La mayor organización política bielorrusa era la Unión de Campesinos y Obreros Bielorrusos, también conocida como Hramada. Hramada recibía ayuda logística de la Unión Soviética y de la Internacional Comunista y servía como tapadera para el radical y subversivo Partido Comunista de Bielorrusia Occidental. Por lo tanto, fue prohibido por las autoridades polacas, sus líderes condenados a varias penas de prisión y luego deportados a la URSS, donde fueron asesinados por el régimen soviético.
Las tensiones entre el gobierno polaco, cada vez más nacionalista, y diversas minorías étnicas cada vez más separatistas siguieron aumentando, y la minoría bielorrusa no fue una excepción. Asimismo, según Marek Jan Chodakiewicz, la URSS consideraba a Polonia como el "enemigo número uno". Durante la Gran Purga, el Distrito Nacional Polaco en Dzyarzhynsk fue disuelto y la NKVD soviética emprendió la llamada "Operación Polaca" (desde aproximadamente el 25 de agosto de 1937 hasta el 15 de noviembre de 1938) - donde los polacos en Bielorrusia Oriental, es decir, BSSR, fueron deportados y ejecutados. La operación causó la muerte de hasta 250.000 personas - de las cuales 1.000 eran polacos. una población étnicamente polaca oficial de 636.000 personas, como resultado de asesinato político, enfermedad o inanición. Entre ellos, al menos 111.091 miembros de la minoría polaca fueron fusilados por la troika del NKVD. Según Bogdan Musiał, muchos fueron asesinados en ejecuciones en prisión. Además, varios cientos de miles de polacos étnicos de Bielorrusia y Ucrania fueron deportados a otras partes de la Unión Soviética.
Los soviéticos también promovieron la RSS de Bielorrusia controlada por los soviéticos como formalmente autónoma para atraer a los bielorrusos que vivían en Polonia. Esta imagen fue atractiva para muchos líderes nacionales bielorrusos occidentales, y algunos de ellos, como Frantsishak Alyakhnovich o Uładzimir Žyłka emigraron de Polonia a la RSS de Bielorrusia, pero muy pronto se convirtieron en víctimas de la represión soviética.